# Bad Waltersdorf
Der Kurort Bad Waltersdorf ist eine Marktgemeinde mit 3948 Einwohnern (Stand 1. Jänner 2024) im Gerichtsbezirk Fürstenfeld und im
politischen Bezirk Hartberg-Fürstenfeld in der Steiermark in Österreich.
Im Rahmen der steiermärkischen Gemeindestrukturreform in der Steiermark ist sie seit 2015 mit der Gemeinde Sebersdorf zusammengeschlossen,
die neue Gemeinde führt den Namen Marktgemeinde Bad Waltersdorf weiter. Grundlage dafür ist das Steiermärkische Gemeindestrukturreformgesetz – StGsrG.
Weiters wurde die neue Gemeinde zum selben Termin um die Katastralgemeinde Oberlimbach der bis dahin bestehenden Nachbargemeinde Limbach bei Neudau erweitert.

## Geographie
Bad Waltersdorf liegt auf halbem Weg zwischen der Bezirkshauptstadt Hartberg und Fürstenfeld, inmitten des oststeirischen Hügellandes im Safental unweit der Grenze zum Burgenland.

### Gemeindegliederung
Das Gemeindegebiet umfasst folgende zehn Ortschaften (in Klammern Einwohner Stand 1. Jänner 2024):
- Bad Waltersdorf (1069) mit Buchgraben und Waltersdorfberg
- Geier (234) mit Harras, Schmiedböck, Vogelsang und Voitmann
- Hohenbrugg (183)
- Leitersdorf bei Hartberg (557) mit Buchgreith, Leitersdorfberg und Sauberg
- Lichtenwald (55)
- Neustift bei Sebersdorf (173)
- Oberlimbach (110)
- Rohrbach bei Waltersdorf (298) mit Haller und Wagenhals
- Sebersdorf (767) mit Edelsberg, Großhaide, Sebersdorfberg, Steinfeld und Untermayerhofen
- Wagerberg (502) mit Hinterfeld, Sonntagsberg und Wagerberg

Die Gemeinde besteht aus den acht Katastralgemeinden Hohenbrugg, Leitersdorf, Neustift, Oberlimbach, Rohrbach bei Waltersdorf, Sebersdorf, Wagerberg und Waltersdorf und umfasst 52,13 km².

### Nachbargemeinden
| Ebersdorf       | Buch-St. Magdalena                          |        |
| Hartl           | Kompassrose, die auf Nachbargemeinden zeigt | Neudau |
| Großwilfersdorf | Bad Blumau                                  | Burgau |

Alle Nachbargemeinden liegen im Bezirk Hartberg-Fürstenfeld.

## Geschichte
Das Ortsgebiet wurde schon zur Römerzeit besiedelt; einige der zahlreichen Funde aus dieser Zeit sind im kleinen Römermuseum bei der Pfarrkirche ausgestellt. Diese Besiedelung verschwand im Zuge der Völkerwanderung. Ab dem 6. Jahrhundert siedelten die Slowenen im Ostalpenraum (Karantanien); um Bad Waltersdorf haben sie nur in den Flurnamen Spuren hinterlassen (so hat beispielsweise „Safen“ die Bedeutung „Froschbach“).
Nachdem das Gebiet lange siedlungsleer war und immer wieder unter andere Herrschaft gekommen war, begann erst um 1125 wieder die Besiedelung der Oststeiermark. Das Gebiet des heutigen Bad Waltersdorf war im Besitz des Hochfreien oder Edlen Walter von der Traisen, eines Nachkommen Aribos II., der hier das Dorf gründete und sich in dessen Namen verewigte. 1170 wurde Waltersdorf zum ersten Mal urkundlich erwähnt.
Im Laufe der folgenden Jahrhunderte kam es oft zu Einfällen der Ungarn und der Türken, aber auch der Haiducken und Kuruzen, wobei wiederholt ein Großteil des Ortes zerstört wurde, das letzte Mal 1704.
Waltersdorf war schon immer der größte Ort zwischen den Städten Hartberg und Fürstenfeld, war Sitz einer Urpfarre und später eines Dekanats. Die Struktur Waltersdorfs war von der Gründung an bis ins 19. Jahrhundert rein agrarisch, begann sich dann aber langsam zu wandeln. So entwickelten sich Gewerbe und Handel (z. B. durch bis zu vier Märkte pro Jahr), was die wirtschaftliche Bedeutung erhöhte. Diese Entwicklung begründete die Erhebung zur Marktgemeinde 1928.
Die Verbundenheit der Bewohner mit der Kirche war auch während der Zeit des Nationalsozialismus so stark, dass es 1939 zu einer Demonstration von ca. 200 Menschen gegen die kirchenfeindlichen Maßnahmen des Gauleiters kam. Gegen Ende des Zweiten Weltkriegs waren in Waltersdorf innerdeutsche Flüchtlinge aus Deutschland und Jugoslawien einquartiert. Als die sich zurückziehende deutsche Armee in Waltersdorf lagerte, kam es zu einem russischen Fliegerangriff, der erhebliche Schäden anrichtete. Zufällig fiel die Kapitulation am 8. Mai 1945 mit dem Zeitpunkt zusammen, als die vorrückenden russischen Truppen Waltersdorf erreichten. Am 1. August ersetzten die Briten die russische Besatzung.
Bei der Landtagswahl im November 1945 waren im heutigen Gemeindegebiet insgesamt 97 Bewohner wegen Mitgliedschaft in der NSDAP nicht wahlberechtigt.
In der Nachkriegszeit wurde das Wegenetz ausgebaut, das damals noch kaum asphaltiert war; 1959 zog die Volksschule vom Gemeindehaus an den heutigen Standort.
Mit 1. Jänner 1968 wurden die Ortsgemeinden Wagerberg, Leitersdorf und Hohenbrugg mit Waltersdorf zu einer Großgemeinde vereinigt. In den folgenden Jahren wurden die Hauptschule, der Kindergarten, das Freibad und andere Sportstätten eröffnet.
1975 begannen Bohrungen der Rohölaufschließungsgesellschaft, bei denen man aber nicht auf Öl, sondern in 1150 m Tiefe auf Thermalwasser stieß. Anfangs wurde die Thermalquelle zur Wärmeversorgung genutzt: 1981 wurde die erste geothermische Fernwärmeversorgungsanlage Österreichs eröffnet, mit der hauptsächlich die Schulen, das Freibad und ein Versuchsglashaus beheizt wurden. Mit der Eröffnung der Heiltherme 1984 begann der Tourismus stark zu wachsen; ein Trend, der bis in die Gegenwart anhält. 1987 wurde der Kurpark mit Teich und Spielplatz gestaltet.
Durch einen Bescheid der Steiermärkischen Landesregierung vom 11. Oktober 1988 wurde die Marktgemeinde Waltersdorf in der Oststeiermark in Marktgemeinde Bad Waltersdorf umbenannt, womit die Ortschaft offiziell zum Kurort wurde. Im selben Jahr erfolgte auch eine Ortsbildumgestaltung, bei der die alten Peitschenleuchten durch neue Laternen und im Ortszentrum der Asphaltbelag durch Natursteinplatten ersetzt wurden.

### Bevölkerungsentwicklung
| Bad Waltersdorf: Einwohnerzahlen von 1869 bis 2024  | Bad Waltersdorf: Einwohnerzahlen von 1869 bis 2024 | Bad Waltersdorf: Einwohnerzahlen von 1869 bis 2024 | Bad Waltersdorf: Einwohnerzahlen von 1869 bis 2024 | Bad Waltersdorf: Einwohnerzahlen von 1869 bis 2024 |
| --------------------------------------------------- | -------------------------------------------------- | -------------------------------------------------- | -------------------------------------------------- | -------------------------------------------------- |
| Jahr                                                |                                                    |                                                    |                                                    | Einwohner                                          |
| 1869                                                | 1869                                               |                                                    | 3.082                                              | 3.082                                              |
| 1880                                                | 1880                                               |                                                    | 3.374                                              | 3.374                                              |
| 1890                                                | 1890                                               |                                                    | 3.411                                              | 3.411                                              |
| 1900                                                | 1900                                               |                                                    | 3.324                                              | 3.324                                              |
| 1910                                                | 1910                                               |                                                    | 3.390                                              | 3.390                                              |
| 1923                                                | 1923                                               |                                                    | 3.296                                              | 3.296                                              |
| 1934                                                | 1934                                               |                                                    | 3.358                                              | 3.358                                              |
| 1939                                                | 1939                                               |                                                    | 3.104                                              | 3.104                                              |
| 1951                                                | 1951                                               |                                                    | 3.270                                              | 3.270                                              |
| 1961                                                | 1961                                               |                                                    | 3.172                                              | 3.172                                              |
| 1971                                                | 1971                                               |                                                    | 3.265                                              | 3.265                                              |
| 1981                                                | 1981                                               |                                                    | 3.304                                              | 3.304                                              |
| 1991                                                | 1991                                               |                                                    | 3.364                                              | 3.364                                              |
| 2001                                                | 2001                                               |                                                    | 3.492                                              | 3.492                                              |
| 2011                                                | 2011                                               |                                                    | 3.690                                              | 3.690                                              |
| 2021                                                | 2021                                               |                                                    | 3.949                                              | 3.949                                              |
| 2024                                                | 2024                                               |                                                    | 3.948                                              | 3.948                                              |
| Quelle(n): Statistik Austria, Gebietsstand 1.1.2021 |                                                    |                                                    |                                                    |                                                    |

## Kultur und Sehenswürdigkeiten
- Schloss Obermayerhofen

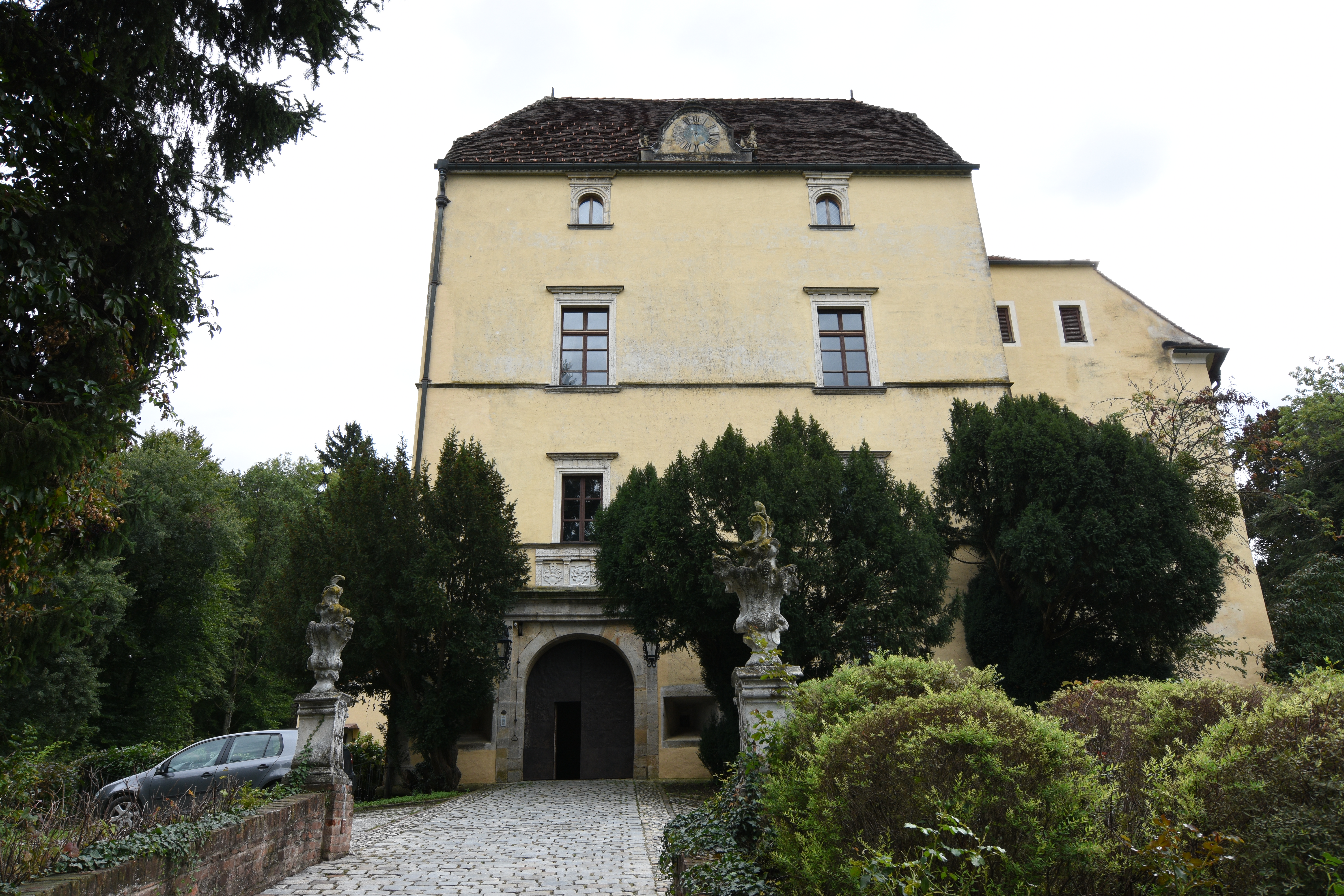
Schloss Obermayerhofen

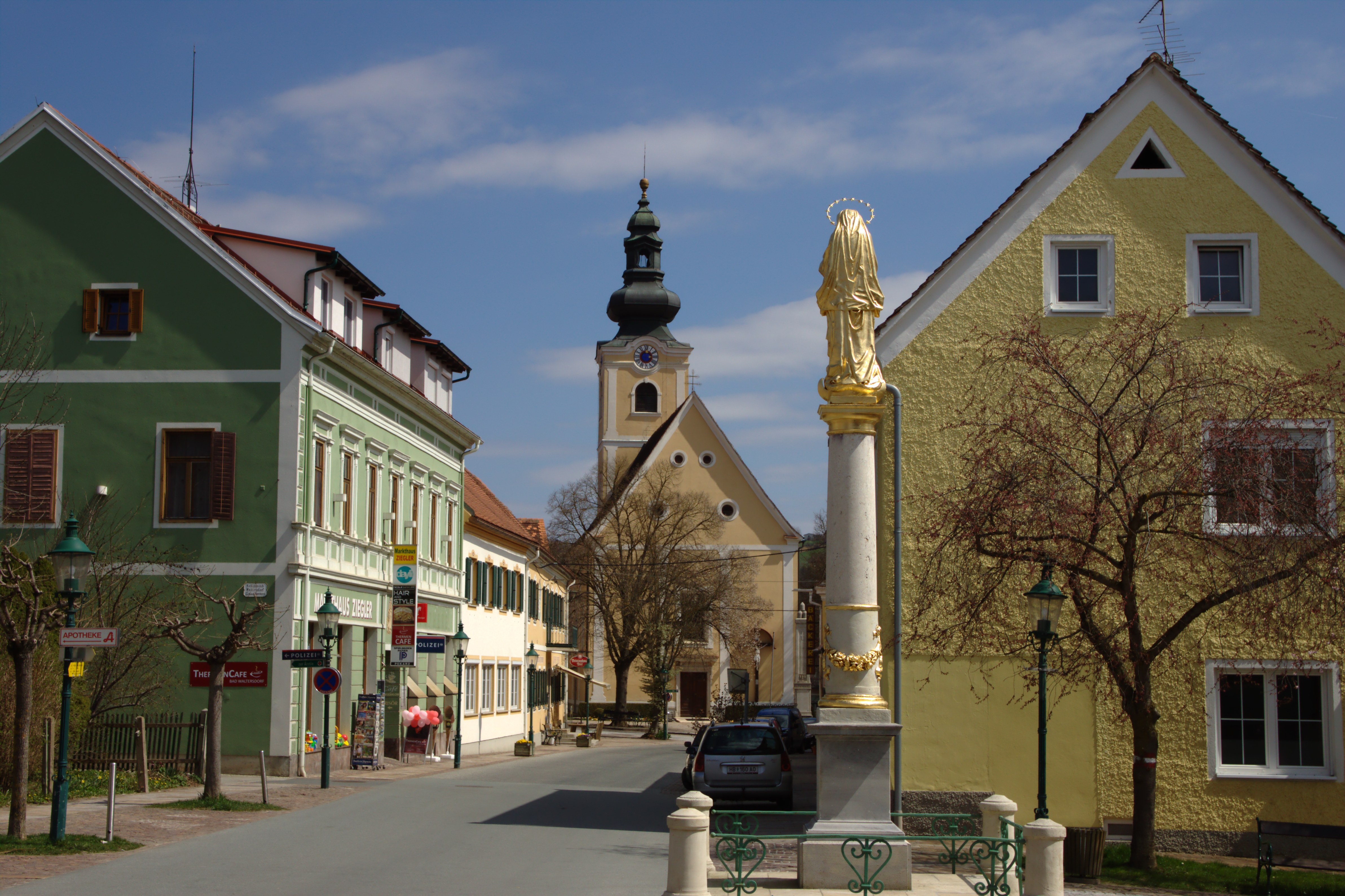
Mariensäule, dahinter Pfarrkirche Bad Waltersdorf

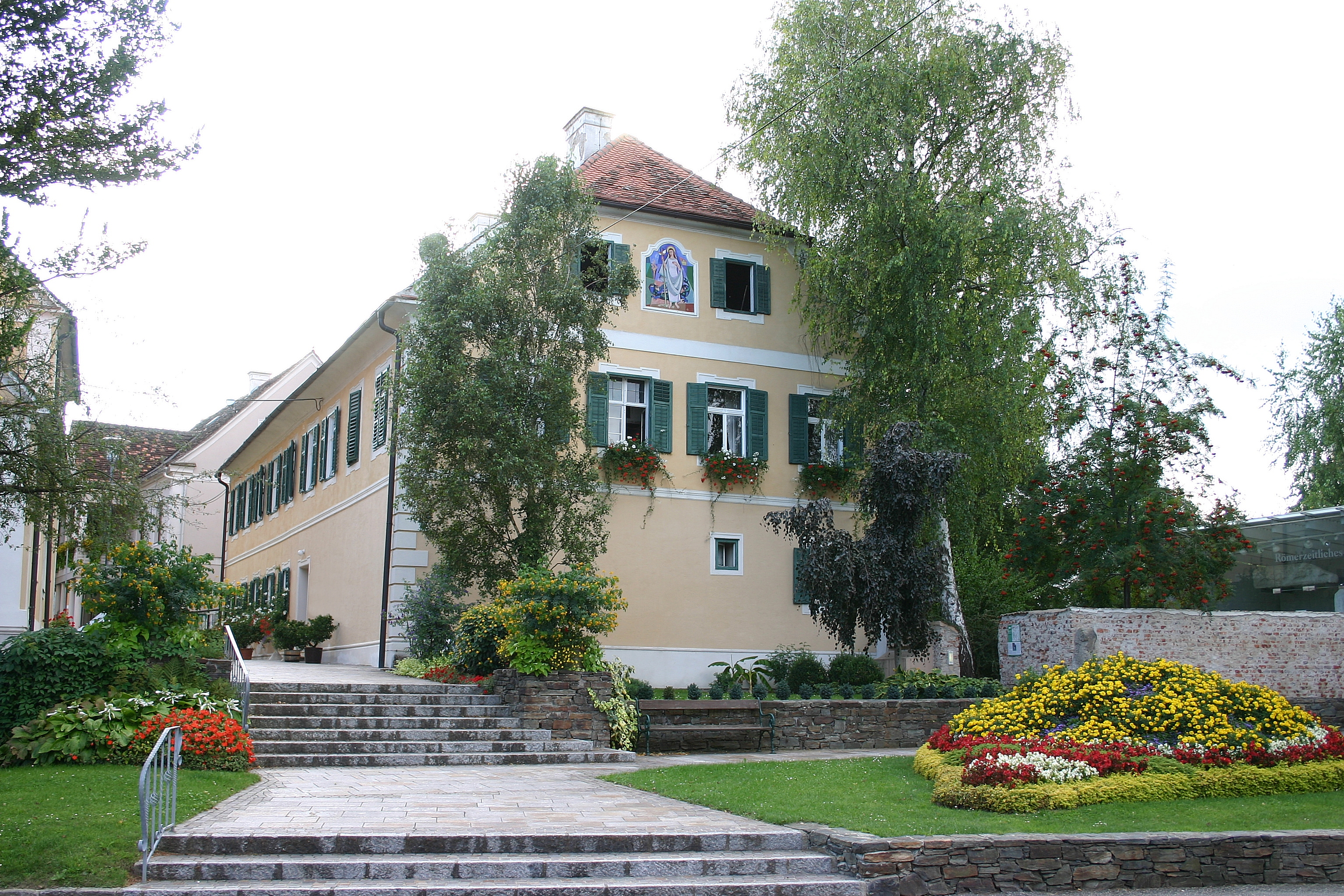
Pfarrhof

- Katholische Pfarrkirche Bad Waltersdorf hl. Margarethe
- Das mit dem Architekturpreis Geramb-Rose prämierte Wohnhaus Schwarzer Laubfrosch, das international für Aufsehen sorgte.
- Der Waltherbrunnen, errichtet 1989, ist benannt nach dem Ortsgründer und Namensgeber Walter von der Traisen.
- Im Kulturhaus finden regelmäßig Ausstellungen, Konzerte, Musical- und Operettenaufführungen statt. Hier sind auch die Gemeindebibliothek, die Musikschule und ein Café untergebracht.
- Neben der Pfarrkirche befindet sich das kleine Römermuseum mit der Römersteinsammlung, das mit dem Architekturpreis Geramb-Rose prämiert wurde.
- Lichtenwalder Moor

Römermuseum
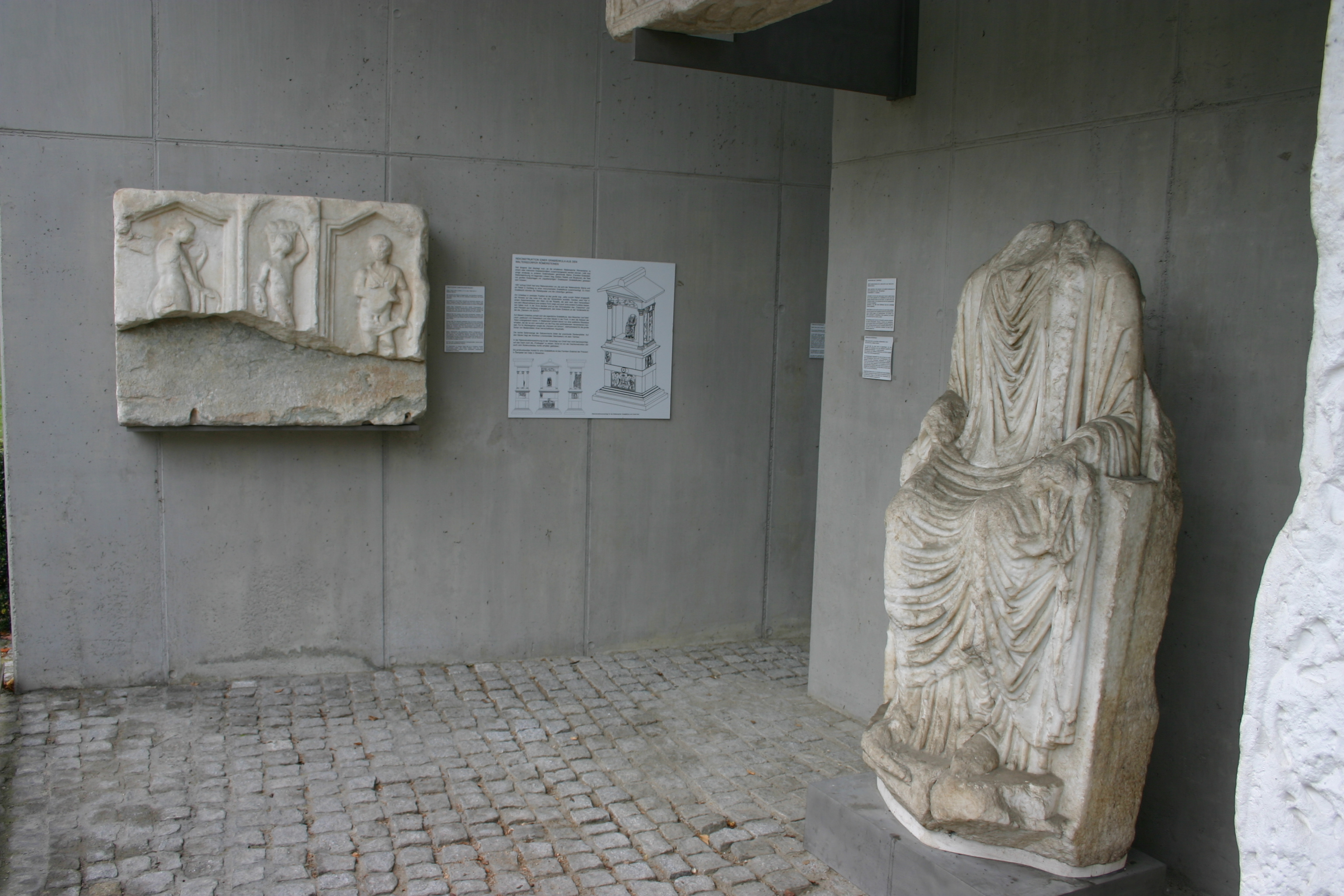
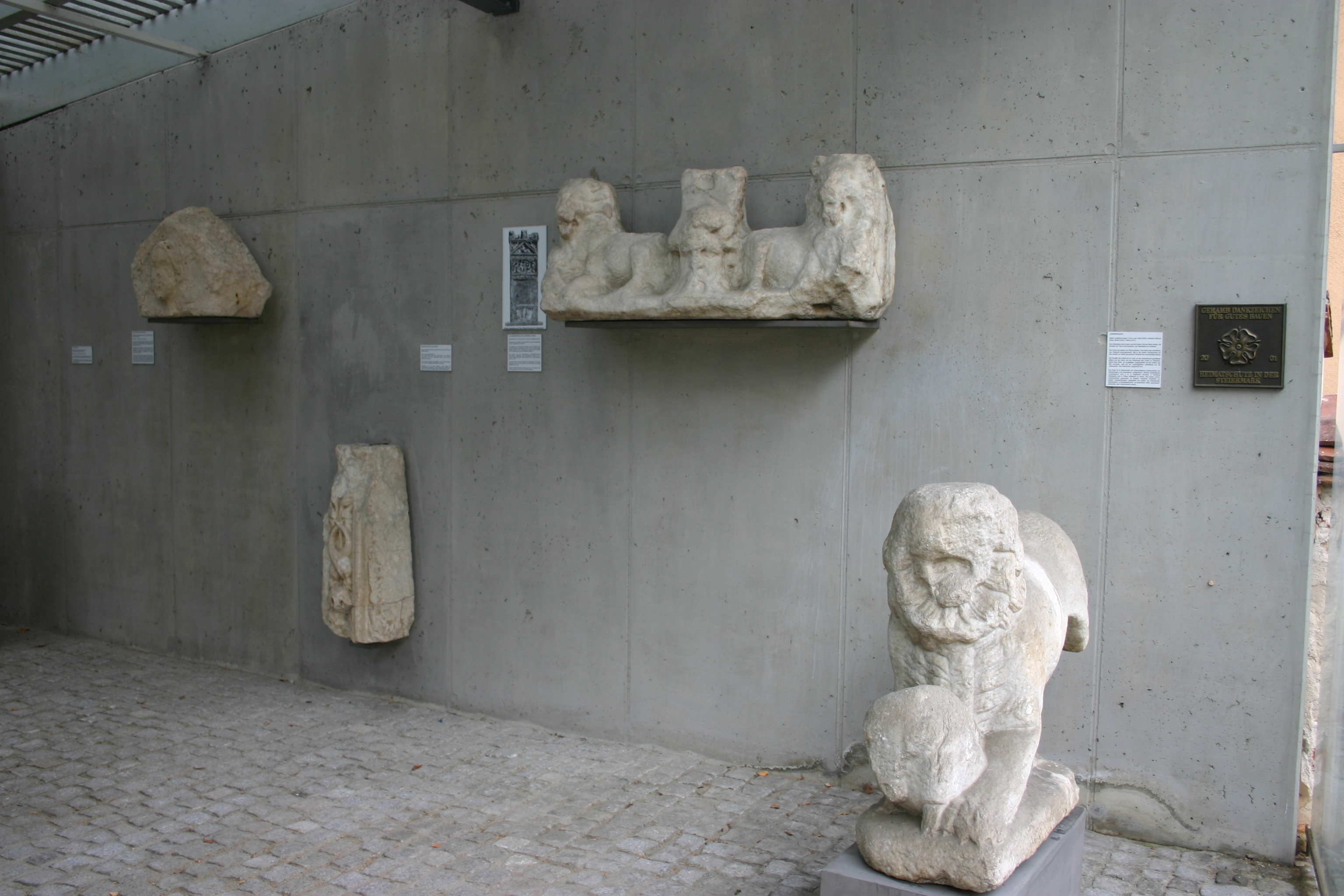
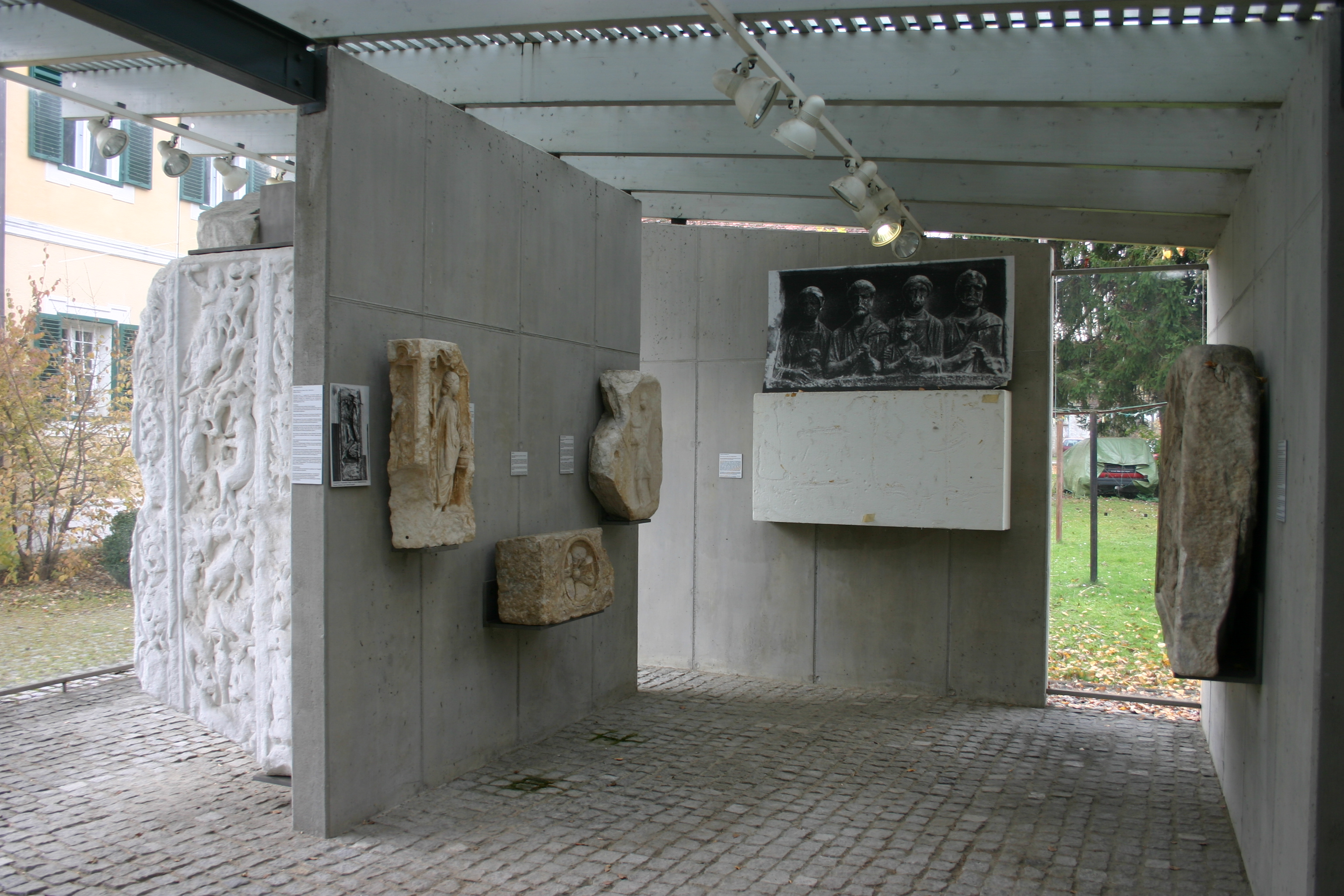

### Regelmäßige Veranstaltungen
- Winzerfest
- ORF Radio Steiermark Lauf
- Pfarrfest
- Erntedankfest
- Sommernachtsball
- Ball des Sports

### Ortsbildgestaltung
Bad Waltersdorf war 2002 und 2007 Sieger beim Steirischen Landesblumenschmuckbewerb und belegte mehrmals den zweiten und dritten Platz. 2003 erhielt es die Auszeichnung „Schönstes Dorf Europas“ mit einer Goldmedaille in der Kategorie Dörfer beim europäischen Wettbewerb Entente Florale Europe.

## Wirtschaft und Infrastruktur
Die Wirtschaft Bad Waltersdorfs ist stark durch Tourismus und Landwirtschaft geprägt.

### Tourismus

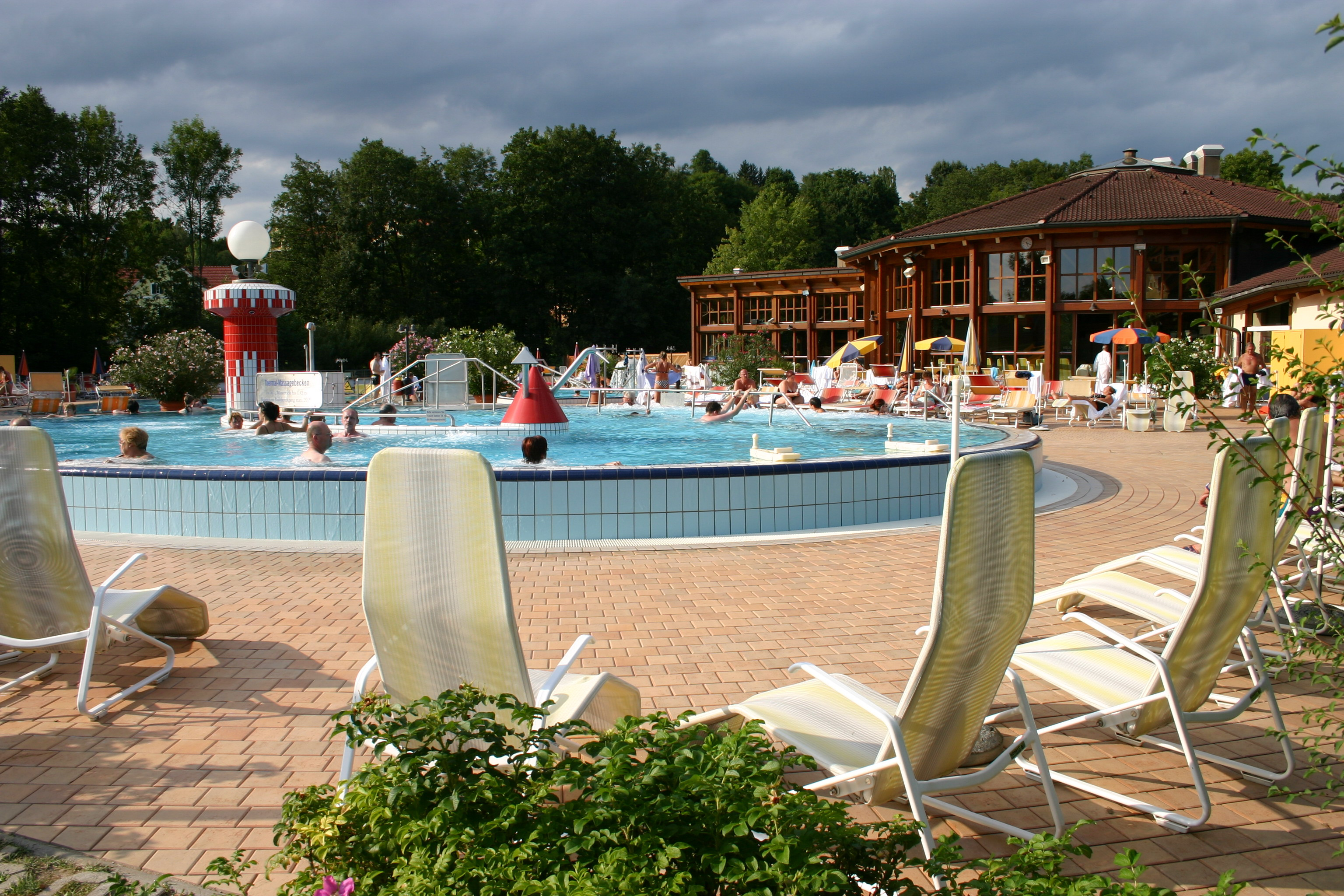
Thermalbad

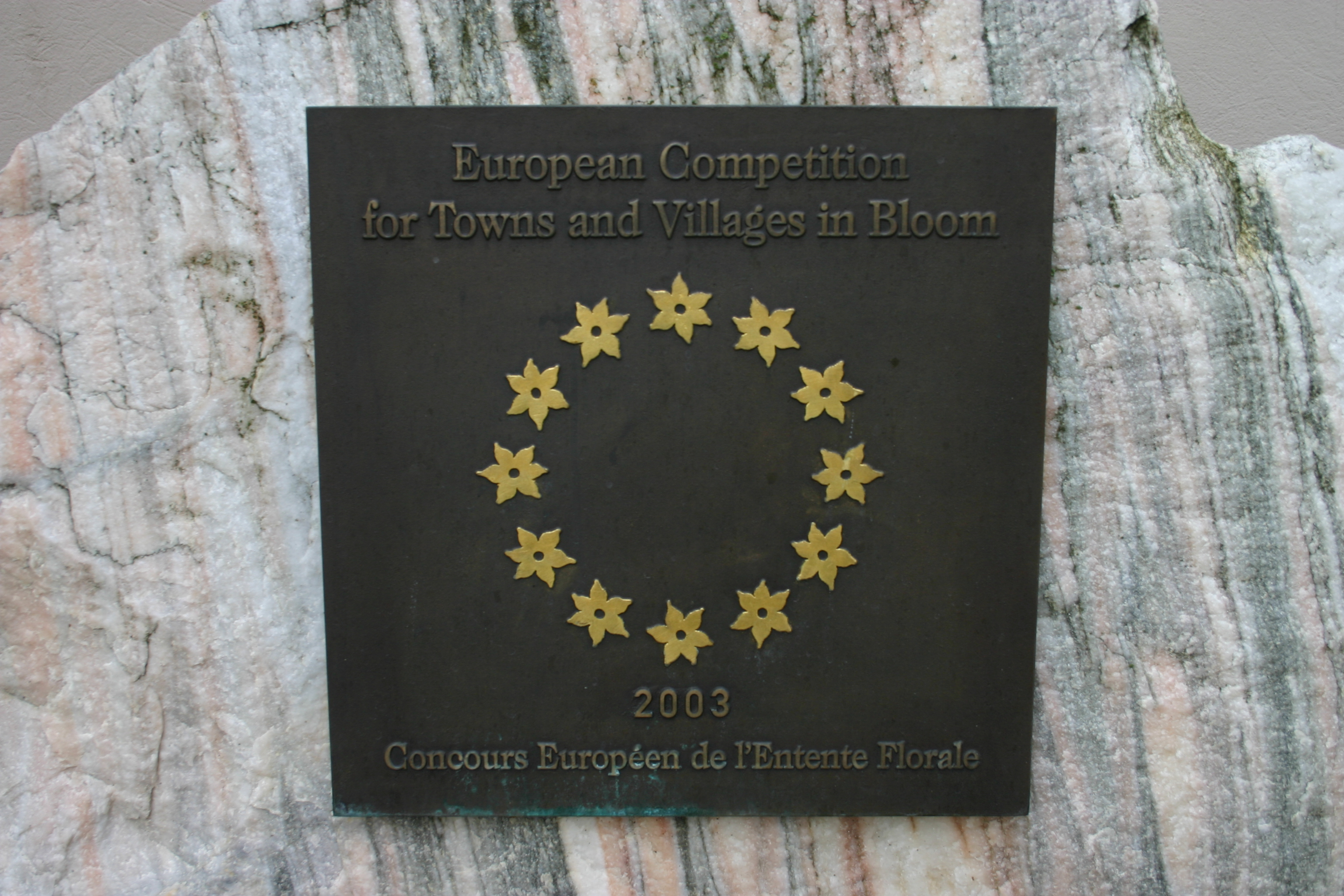
2003 wurde Bad Waltersdorf von der Entente Florale Europe als Europablumendorf mit der Goldplakette ausgezeichnet

Bad Waltersdorf gehört zu den beliebtesten Fremdenverkehrsgemeinden der Steiermark. Der Ort befindet sich inmitten der beiden Tourismusregionen Oststeiermark und Thermen- und Vulkanland Steiermark. Beschränkte sich der Tourismus vor der Eröffnung der Therme hauptsächlich auf Sommerfrische mit niedrigen Gästezahlen, so wuchsen danach das touristische Angebot und damit die Besucherzahlen stark an.
Die 1984 gegründete und seither immer wieder ausgebaute Heiltherme Bad Waltersdorf hat ihren Schwerpunkt im Wellness-Bereich. Sie wurde mit Bescheid vom 29. April 1982 der Steiermärkischen Landesregierung nach dem Steiermärkischen Heilvorkommen- und Kurortgesetz als Heilvorkommen zur unterstützenden Behandlung bei degenerativen Veränderungen, vor allem im Rahmen des rheumatischen Formenkreises (entzündlicher, degenerativer und Weichteilrheumatismus), anerkannt.
In Bad Waltersdorf gibt es Hotels aller Kategorien, mit Schwerpunkt im Vier-Sterne-Bereich.

### Fußballtrainingslager
Seit etwa 2000 hat sich Bad Waltersdorf dank der bestens ausgestatteten Hotels immer wieder im Rahmen des International Football Camp Styria als Trainingsort für international renommierte Mannschaften profiliert. So absolvierte zuletzt im Jahr 2014 die Nationalmannschaften des Iran einen Teil der Vorbereitung für die Fußball-Weltmeisterschaft 2014 in Bad Waltersdorf. Auch die Nationalteams von Angola und Montenegro waren 2014 zu Gast. Darüber hinaus absolvierten renommierte Vereinsmannschaften wie der FC Arsenal, die AS Rom, Maccabi Tel Aviv, der AFC Bournemouth und der FC Burnley im Jahr 2014 Trainingslager in Bad Waltersdorf.

### Verkehr

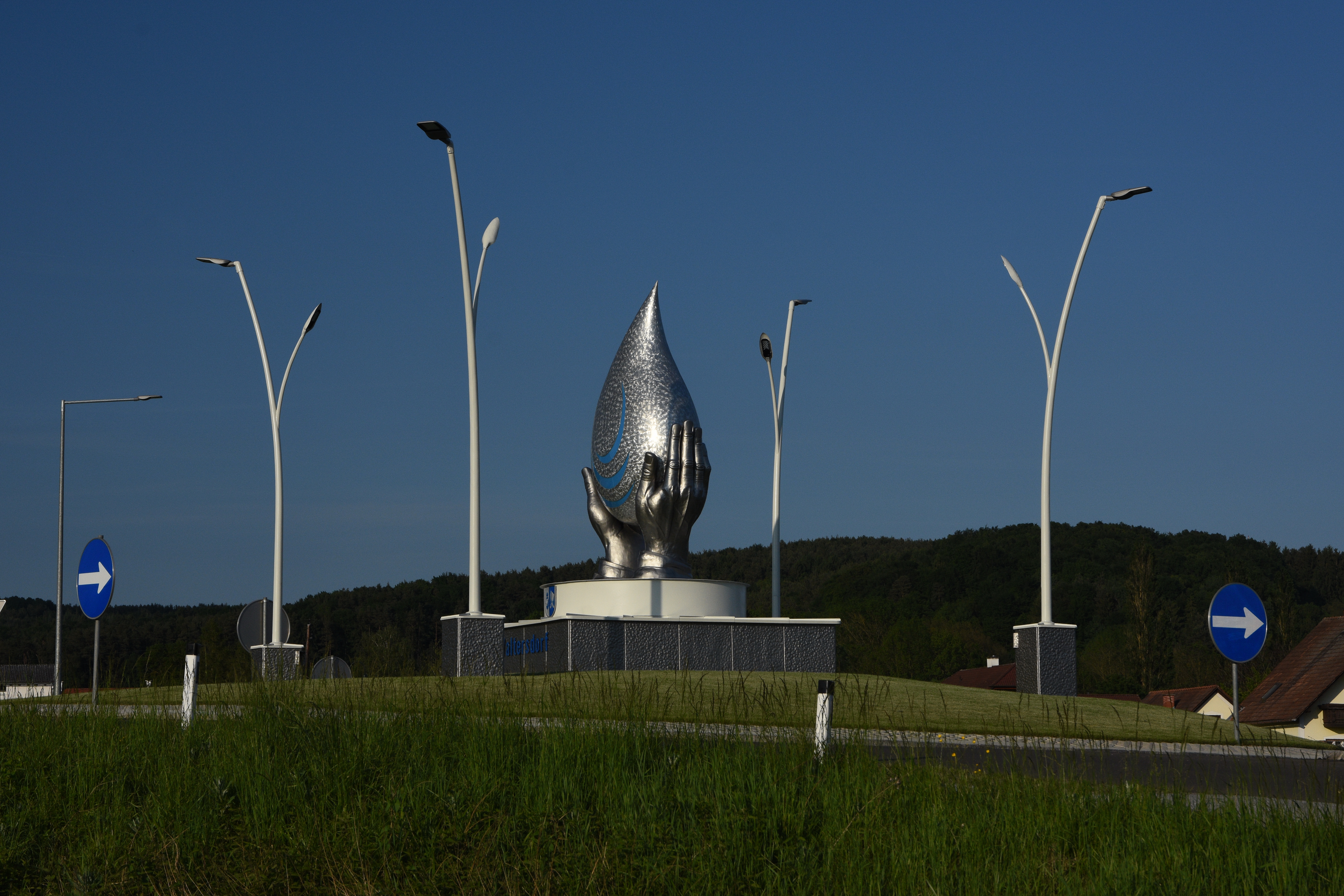
Kreisverkehr Bad Waltersdorf

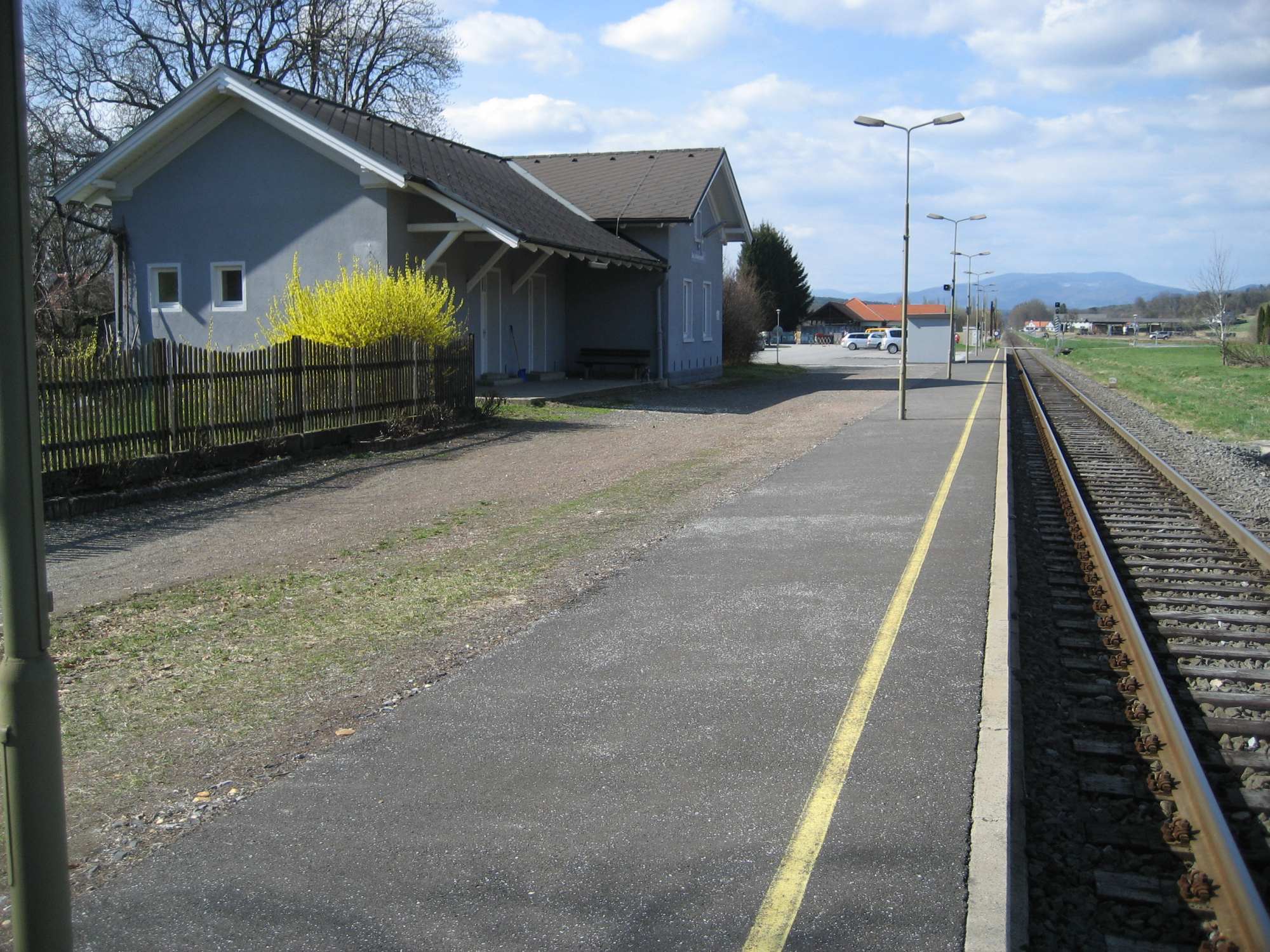
Der Bahnhof wurde in den 1990er Jahren in eine Haltestelle umgebaut

Die Süd Autobahn A 2 führt durch das Gemeindegebiet und kann in der Nachbargemeinde Sebersdorf über die Anschlussstelle Sebersdorf / Bad Waltersdorf (126) in etwa zwei Kilometer erreicht werden. Die durch das benachbarte Burgenland führende Stegersbacher Straße B 57a ist etwa acht Kilometer entfernt.
Im Ort gibt es eine Haltestelle der Thermenbahn, die über die Wechselbahn und die Aspangbahn eine Zugverbindung nach Wien herstellt. Hier verkehren im Zweistundentakt Regionalzüge nach Hartberg und Fehring.
Der Flughafen Graz ist rund 60 km entfernt.

### Öffentliche Einrichtungen
Im Sozialzentrum ist eine Dienststelle des Roten Kreuzes und der Hauskrankenpflege untergebracht.

### Bildung
In Bad Waltersdorf gibt es folgende Schulen:
- eine Volksschule, die bis 1870 Angelegenheit der Kirche war. Die frühere Pfarrschule gehört mit der ersten urkundlichen Erwähnung im Jahre 1586 zu den ältesten des Bezirks.
- seit 1959 eine Hauptschule mit angeschlossenem polytechnischen Lehrgang, ab Schuljahr 2013/14: Neue Mittelschule
- seit 1990 eine Realschule
- seit 1983 eine öffentliche Musikschule

### Sport
Zu den Sportanlagen in Bad Waltersdorf gehören:
- das öffentliche Freibad mit vier Becken und einer Großwasserrutsche
- der Freizeitpark Bad Waltersdorf, ein Tenniszentrum mit sechs Freiplätzen, davon ein Center-Court entsprechend den Turnieranforderungen, und vier Plätzen in der Halle
- zwei öffentliche Beachvolleyballplätze
- Thermenstadion Bad Waltersdorf (drei Fußballplätze, davon einer turniergerecht und mit Zuschauertribüne)
- ein Golfplatz. Die 18-Loch-Anlage wurde am 30. September 2005 eröffnet und ist als Par 72 (Gelb CR 69,7; Slope 115; Rot CR 69,5; Slope 114) konzipiert[8]
- der Ostösterreichische Grenzlandweg, der durch die Gemeinde verläuft.

Jährlich findet ein Hobby-Beachvolleyballturnier statt, das zu den größten der Steiermark gehört. Ebenso jährlich wird ein Volkslauf ausgerichtet, der Radio Steiermark-Lauf (vormals Apfelsterzlauf).
1999 fand die Heißluftballon-Weltmeisterschaft in Bad Waltersdorf statt.
Seit 2011 wird jährlich das ITF Bad Waltersdorf (Thermenregion Bad Waltersdorf Open) ausgetragen.

## Politik

### Gemeinderat
Der Gemeinderat wurde 2015 durch die Gemeindezusammenlegung von 15 auf 21 Mandatare erweitert.
Die letzten Gemeinderatswahlen brachten folgende Ergebnisse (die Ergebnisse von Oberlimberg in den Gemeinderatswahlen 2000, 2005 und 2010 sind in dieser Tabelle nicht berücksichtigt):
| Partei                  | 2020             | 2020             | 2020             | 2015             | 2015             | 2015             | 2010             | 2010             | 2010             | 2010             | 2010             | 2010             | 2005             | 2005             | 2005             | 2005             | 2005             | 2005             | 2000             | 2000             | 2000             | 2000             | 2000             | 2000             |
| Partei                  |                  |                  |                  | Großgemeinde     | Großgemeinde     | Großgemeinde     | Bad Waltersd.    | Bad Waltersd.    | Bad Waltersd.    | Sebersdorf       | Sebersdorf       | Sebersdorf       | Bad Waltersd.    | Bad Waltersd.    | Bad Waltersd.    | Sebersdorf       | Sebersdorf       | Sebersdorf       | Bad Waltersd.    | Bad Waltersd.    | Bad Waltersd.    | Sebersdorf       | Sebersdorf       | Sebersdorf       |
| Partei                  | Stimmen          | %                | Mandate          | St.              | %                | M.               | St.              | %                | M.               | St.              | %                | M.               | St.              | %                | M.               | St.              | %                | M.               | St.              | %                | M.               | St.              | %                | M.               |
| ----------------------- | ---------------- | ---------------- | ---------------- | ---------------- | ---------------- | ---------------- | ---------------- | ---------------- | ---------------- | ---------------- | ---------------- | ---------------- | ---------------- | ---------------- | ---------------- | ---------------- | ---------------- | ---------------- | ---------------- | ---------------- | ---------------- | ---------------- | ---------------- | ---------------- |
| ÖVP                     | 1452             | 69,67            | 15               | 1571             | 65               | 14               | 1075             | 76               | 12               | 566              | 60               | 10               | 1016             | 75               | 12               | 698              | 76               | 12               | 911              | 70               | 11               | 569              | 67               | 11               |
| SPÖ                     | 349              | 16,75            | 3                | 0407             | 17               | 03               | 0262             | 19               | 03               | 273              | 29               | 04               | 0193             | 14               | 02               | 218              | 24               | 03               | 165              | 13               | 02               | 193              | 23               | 03               |
| FPÖ                     | 283              | 13,58            | 3                | 0427             | 18               | 04               | nicht kandidiert | nicht kandidiert | nicht kandidiert | nicht kandidiert | nicht kandidiert | nicht kandidiert | 0146             | 11               | 01               | nicht kandidiert | nicht kandidiert | nicht kandidiert | 226              | 17               | 02               | 079              | 09               | 01               |
| BZÖ                     | nicht kandidiert | nicht kandidiert | nicht kandidiert | nicht kandidiert | nicht kandidiert | nicht kandidiert | 0076             | 05               | 0                | nicht kandidiert | nicht kandidiert | nicht kandidiert | nicht kandidiert | nicht kandidiert | nicht kandidiert | nicht kandidiert | nicht kandidiert | nicht kandidiert | nicht kandidiert | nicht kandidiert | nicht kandidiert | nicht kandidiert | nicht kandidiert | nicht kandidiert |
| Wirtschaftsliste Haindl | nicht kandidiert | nicht kandidiert | nicht kandidiert | nicht kandidiert | nicht kandidiert | nicht kandidiert | nicht kandidiert | nicht kandidiert | nicht kandidiert | 0111             | 12               | 01               | nicht kandidiert | nicht kandidiert | nicht kandidiert | nicht kandidiert | nicht kandidiert | nicht kandidiert | nicht kandidiert | nicht kandidiert | nicht kandidiert | nicht kandidiert | nicht kandidiert | nicht kandidiert |
| Wahlberechtigte         | 3.242            | 3.242            | 3.242            | 3.102            | 3.102            | 3.102            | 1.782            | 1.782            | 1.782            | 1.197            | 1.197            | 1.197            | 1.656            | 1.656            | 1.656            | 1.108            | 1.108            | 1.108            | 1.498            | 1.498            | 1.498            | 1.037            | 1.037            | 1.037            |
| Wahlbeteiligung         | 66 %             | 66 %             | 66 %             | 79 %             | 79 %             | 79 %             | 81 %             | 81 %             | 81 %             | 81 %             | 81 %             | 81 %             | 83 %             | 83 %             | 83 %             | 85 %             | 85 %             | 85 %             | 88 %             | 88 %             | 88 %             | 83 %             | 83 %             | 83 %             |

### Bürgermeister
In der konstituierenden Sitzung des Gemeinderats im April wurde neuerlich Josef Hauptmann (ÖVP), der der Gemeinde bereits bis 31. Dezember 2014 vorstand und danach wegen der Gemeindefusion als Regierungskommissär eingesetzt wurde, neuerlich zum Bürgermeister gewählt. Am 3. Juli 2024 trat Bgm. Hauptmann zurück, weshalb Vizebürgermeister Herbert Ferstl (ÖVP) die Geschäfte des Bürgermeisters führt. Nachfolger von Hartmann ist der Gemeindekassier Johann Fiedler.

### Wappen
Seit dem 1. Juli 1967 durfte die Gemeinde ein Wappen führen. Wegen der Gemeindezusammenlegung verlor das Wappen mit 1. Jänner 2015 seine offizielle Gültigkeit. Die Wiederverleihung erfolgte mit Wirkung vom 25. Jänner 2016.

Die Blasonierung (Wappenbeschreibung) lautet:
„In einem von Silber und Blau gespaltenen Schild vorne ein von einer blauen Mähne umgebenes geradeaus blickendes silbernes Löwenhaupt mit darüber schwebender blauer Heidenkrone, hinten eine silberne Bischofsmütze.“
Das Löwenhaupt im vorderen Schildfeld weist auf die bedeutenden Funde aus der Römerzeit hin, welche im Jahre 1966 im Zentrum des Markes eine schöne Aufstellung erfahren haben. Durch die blaue Farbe wird dem Löwenhaupt, das auf mehreren Skulpturen in Waltersdorf zu sehen ist, eine zeitliche Entrücktheit aufgeprägt, wobei die Heidenkrone die vorchristliche Antike symbolisiert. Die Bischofsmütze kennzeichnet den kirchlichen Stellenwert Bad Waltersdorfs als Urpfarre.